# Stor gøgeurt
Stor gøgeurt (Orchis purpurea) er en 15-80 cm høj orkidé, der er vidt udbredt i Europa, mod øst til Kaukasus, op til 700 moh. I Middelhavsområdet findes den kun i bjerge. Den vokser helst på kalkrig bund på græsslette eller i skove, f.eks. bøgeskove eller nåleskovsplantager. Stor gøgeurt er en robust plante med en blomsterstand af store purpurbrogede blomster. Arten kendes fra riddergøgeurt på sin brede, to-lappede læbe.
I Danmark, der danner artens europæiske nordgrænse, er stor gøgeurt meget sjælden. Den vokser i krat og løvskov på Møn, i Østjylland og det vestlige Fyn. Her blomstrer den i maj-juni.